# Bruce C. Clarke

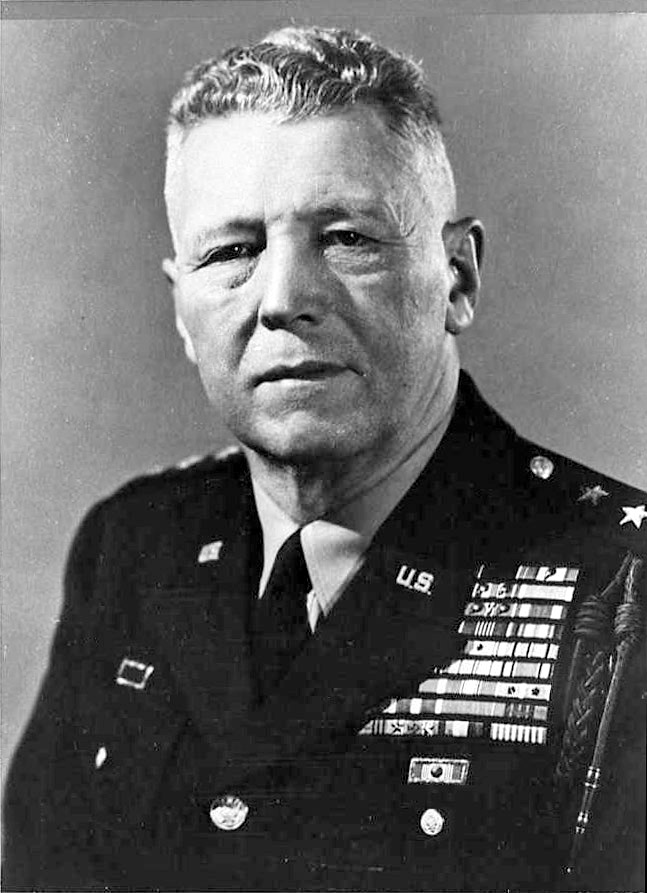
General Bruce C. Clarke (1960)

Bruce Cooper Clarke (* 29. April 1901 in Adams, Jefferson County, New York; † 17. März 1988 in Bethesda, Maryland) war ein General der US Army, der zuletzt zwischen 1960 und 1962 Oberkommandierender der US-Landstreitkräfte in Europa (US Army Europe) war.

## Leben

### Militärische Ausbildung, Erster und Zweiter Weltkrieg
Clarke, Sohn von Landwirten, verließ 1917 als Sechzehnjähriger die High School und trat nach dem Kriegseintritt der USA in den Ersten Weltkrieg am 6. April 1917 als Gefreiter in das Heeres-Küstenartilleriekorps (US Coast Artillery Corps) ein. Nach Kriegsende trat er 1920 in die Nationgarde von New York ein und schloss seine schulische Ausbildung an der Masten Park High School in Buffalo ab. 1921 begann er seine Offiziersausbildung an der US Military Academy in West Point, die er im Juni 1925 als Leutnant des Ingenieurkorps abschloss. In den folgenden Jahren fand er Verwendungen in verschiedenen Einheiten der US Army und war unter anderem von 1932 bis 1936 für das Reserveoffiziersausbildungskommando (Reserve Officers Training Command) des Heereskadettenkommandos (US Army Cadet Command) Assistenzprofessor für Militärwissenschaften und Taktik an der University of Tennessee. Während dieser Zeit absolvierte er auch ein Studium der Rechtswissenschaften an der LaSalle Extension University in Chicago, das er mit einem Bachelor of Laws (LL.B.) beendete.
Im Dezember 1940 wurde Clarke als Militärbeobachter ins Vereinigte Königreich entsandt und war nach seiner Rückkehr erst Kommandeur des 24. Ingenieurbataillos in Pine Camp sowie im Anschluss zwischen dem 1. April 1941 und dem 25. Dezember 1943 Chef des Stabes der 4. Panzerdivision (4th Armored Division). Nach dem Eintritt der USA in den Zweiten Weltkrieg am 8. Dezember 1941 wurde er am 24. Dezember 1941 zum Oberstleutnant sowie bereits am 1. Februar 1942 zum Oberst der Army of the United States (AUS) befördert. Im weiteren Kriegsverlauf war er zwischen dem 16. Dezember 1943 und dem 31. Oktober 1944 Kommandeur (Commanding Officer) des Kampfkommandos A der in Nordwesteuropa eingesetzten 4. Panzerdivision. In dieser Zeit wurde ihm das Distinguished Service Cross, drei Mal der Silver Star sowie der Legion of Merit verliehen und er nahm im September 1944 an der Schlacht von Arracourt teil. Zuletzt war er vom 1. November 1944 bis 1945 Kommandeur der Kampfgruppe B der 7. Panzerdivision (7th Armored Division) und erhielt in dieser Verwendung am 10. November 1944 seine Beförderung zum Brigadegeneral der Army of the United States. In dieser Verwendung folgten vom 16. Dezember 1944 bis 21. Januar 1945 auch Einsätze während der Ardennenoffensive. Für seine Verdienste als Divisionskommandeur im Zweiten Weltkrieg wurde ihm 1946 zudem die Army Distinguished Service Medal verliehen.

### Nachkriegszeit, Koreakrieg und Aufstieg zum General
Nach Kriegsende war Clarke von 1945 bis zum 6. Juli 1945 noch Kommandierender General der 7. Panzerdivision sowie anschließend vom 5. August 1945 kurzzeitig Chefingenieur des Heeresdienstkommandos (Army Service Command), ehe er bis zum 26. September 1945 Kommandierender General von dessen Basissektion 2 (Base Section 2) war. Im Anschluss wechselte er in den Stab der Heeresbodentruppen (Army Ground Forces) und war dort nacheinander erst stellvertretender Assistierender Chef des Stabes sowie kommissarischer Assistierender Chef des Stabes und schließlich bis zum 1. Februar 1948 Assistierender Chef des Stabes und G-3. Nach einer Verwendung als stellvertretender Kommandant der Schule der Panzertruppe (Armored School) vom 2. Februar 1948 bis zum 15. Juni 1949 kehrte er nach Europa zurück und war zwischen dem 10. August 1949 bis 1951 Kommandeur der 2. Militärpolizeibrigade (2nd Constabulary Brigade). Nach seiner Rückkehr war er vom 17. Juni 1949 bis 1951 Kommandant der Unteroffiziersschule der Militärpolizei (Constabulary Non-Commissioned Officers’ Academy) sowie von 1951 bis 1953 Kommandierender General der in Fort Hood stationierten 1. Panzerdivision (1st Armored Division).
Gegen Ende des Koreakrieges wurde Generalleutnant Clarke am 10. April 1953 als Kommandierender General des I. US-Korps (I Corps) nach Korea verlegt und löste dort Generalleutnant Paul W. Kendall ab. Er verblieb auf diesem Posten zum 13. Oktober 1953 und wurde daraufhin von Generalleutnant Blackshear M. Bryan abgelöst. Für seine Verdienste in dieser Zeit wurde ihm die Defense Distinguished Service Medal sowie ein Bronzener Eichenblattzweig anstelle einer zweiten Army Distinguished Service Medal verliehen. Im Anschluss war er von 1953 bis 1954 Kommandierender General des ebenfalls in Südkorea stationieren X. US-Korps (X  Corps) sowie als Nachfolger von General Clark L. Ruffner zwischen dem 15. Dezember 1954 und seiner Ablösung durch General Herbert B. Powell im April 1956 Kommandierender General der US-Landstreitkräfte im Pazifikraum (US Army Pacific) mit Hauptquartier in Fort Shafter auf Hawaii. Er war zwischen 1956 und 1958 Kommandierender General der in der Bundesrepublik Deutschland stationierten Siebten US-Armee (Seventh US Army).
Nach seiner Beförderung zum General am 1. August 1958 wurde Clarke Oberkommandierender (Commander in Chief) des Ausbildungskommandos des Heeres (US Continental Army Command) und übte diese Funktion bis zum 30. September 1960 aus. Zuletzt löste er am 30. September 1960 General Clyde D. Eddleman als Oberkommandierender der US-Landstreitkräfte in Europa (US Army Europe) ab. 1961 verlieh ihm die Baylor University einen Ehrendoktor der Rechtswissenschaften. Den Posten als Oberkommandierender der US Army Europe hatte er bis zu seinem Ausscheiden aus dem aktiven Militärdienst am 30. April 1962 inne, woraufhin General Paul L. Freeman, Jr. seine Nachfolge antrat. Am 10. Mai 1962 erhielt er einen weiteren Bronzene Eichenblattzweig anstelle einer dritten Army Distinguished Service Medal verliehen. 1963 würdigte ihn das Parsons College in Iowa mit einem weiteren Ehrendoktor des Internationalen Rechts.
Clarke war mit Bessie Mitchell Clarke verheiratet und wurde nach seinem Tode wurde er auf dem Nationalfriedhof Arlington bestattet.

## Auszeichnungen
Auswahl der Auszeichnungen, sortiert in Anlehnung der Order of Precedence of Military Awards:
- Distinguished Service Cross
- Army Distinguished Service Medal (3 ×)
- Silver Star (3 ×)
- Legion of Merit